# Jiří Novotný (giocatore di calcio a 5)
Jiří Novotný (12 luglio 1988) è un giocatore di calcio a 5 ceco.

## Carriera
Novotný ha disputato, con la nazionale ceca, cinque campionati europei – vincendo la medaglia di bronzo nell'edizione 2010 –  e due Coppe del Mondo.